# رینگر (فیلم ۲۰۰۵)
رینگر (به انگلیسی: The Ringer) فیلمی محصول سال ۲۰۰۵ به کارگردانی بری دبلیو. بلاستین است. در این فیلم بازیگرانی همچون جانی ناکسویل، کاترین هیگل، برایان کاکس، بیل چوت، جد رس، جفری آرند و لوئیس آوالوس ایفای نقش کرده‌اند.